# Nottingham Open 2005 - Qualificazioni singolare
Le qualificazioni del singolare  del Nottingham Open 2005 sono state un torneo di tennis preliminare per accedere alla fase finale della manifestazione. I vincitori dell'ultimo turno sono entrati di diritto nel tabellone principale. In caso di ritiro di uno o più giocatori aventi diritto a questi sono subentrati i lucky loser, ossia i giocatori che hanno perso nell'ultimo turno ma che avevano una classifica più alta rispetto agli altri partecipanti che avevano comunque perso nel turno finale.
Le qualificazioni del torneo Nottingham Open 2005 prevedevano 32 partecipanti di cui 4 sono entrati nel tabellone principale.

## Teste di serie
1. Dmitrij Tursunov (ultimo turno)
2. Mark Hilton (Qualificato)
3. Harsh Mankad (Qualificato)
4. David Sherwood (primo turno)

1. Nathan Healey (ultimo turno)
2. Jan Vacek (Qualificato)
3. Paul Baccanello (primo turno)
4. Prakash Amritraj (primo turno)

## Qualificati
1. Jan Vacek
2. Mark Hilton

1. Harsh Mankad
2. Travis Rettenmaier

## Tabellone

### Legenda
| - Q = Qualificato - WC = Wild card - LL = Lucky loser | - ALT = Alternate - SE = Special Exempt - PR = Protected Ranking | - w/o = Walkover - r = Ritirato - d = Squalificato |

### Sezione 1
|  | Primo turno    | Primo turno       | Primo turno       | Primo turno | Primo turno |  |  | Secondo turno | Secondo turno    | Secondo turno | Secondo turno | Secondo turno |   |   | Ultimo turno | Ultimo turno     | Ultimo turno     | Ultimo turno | Ultimo turno |  |
|  |                |                   |                   |             |             |  |  |               |                  |               |               |               |   |   |              |                  |                  |              |              |  |
|  | 1              | Dmitrij Tursunov  | Dmitrij Tursunov  | 6           | 6           |  |  |               |                  |               |               |               |   |   |              |                  |                  |              |              |  |
|  |                | Henry Adjei-Darko | Henry Adjei-Darko | 4           | 4           |  |  | 1             | Dmitrij Tursunov | 1             | 7             | 7             |   |   |              |                  |                  |              |              |  |
|  | Andy Ram       | Andy Ram          | Andy Ram          | 6           | 6           |  |  |               | Andy Ram         | 6             | 68            | 5             |   |   |              |                  |                  |              |              |  |
|  | James Auckland | James Auckland    | James Auckland    | 1           | 4           |  |  |               |                  |               |               |               |   |   | 1            | Dmitrij Tursunov | Dmitrij Tursunov | 2            | 4            |  |
|  | Horia Tecău    | Horia Tecău       | Horia Tecău       | 6           | 6           |  |  |               |                  | 6             | Jan Vacek     | Jan Vacek     | 6 | 6 |              |                  |                  |              |              |  |
|  | David Brewer   | David Brewer      | David Brewer      | 1           | 4           |  |  |               | Horia Tecău      | Horia Tecău   | 1             | 3             |   |   |              |                  |                  |              |              |  |
|  | 6              | Jan Vacek         | Jan Vacek         | 6           | 6           |  |  | 6             | Jan Vacek        | Jan Vacek     | 6             | 6             |   |   |              |                  |                  |              |              |  |
|  |                | Mustafa Ghouse    | Mustafa Ghouse    | 1           | 1           |  |  |               |                  |               |               |               |   |   |              |                  |                  |              |              |  |

### Sezione 2
|  | Primo turno     | Primo turno     | Primo turno     | Primo turno | Primo turno |  |  | Secondo turno | Secondo turno | Secondo turno | Secondo turno | Secondo turno |   |   | Ultimo turno | Ultimo turno | Ultimo turno | Ultimo turno | Ultimo turno |  |
|  |                 |                 |                 |             |             |  |  |               |               |               |               |               |   |   |              |              |              |              |              |  |
|  | 2               | Mark Hilton     | Mark Hilton     | 6           | 6           |  |  |               |               |               |               |               |   |   |              |              |              |              |              |  |
|  |                 | Neil Bamford    | Neil Bamford    | 4           | 4           |  |  | 2             | Mark Hilton   | Mark Hilton   | 6             | 6             |   |   |              |              |              |              |              |  |
|  | Adam Feeney     | Adam Feeney     | Adam Feeney     | 6           | 6           |  |  |               | Adam Feeney   | Adam Feeney   | 4             | 4             |   |   |              |              |              |              |              |  |
|  | Josko Topic     | Josko Topic     | Josko Topic     | 3           | 4           |  |  |               |               |               |               |               |   |   | 2            | Mark Hilton  | Mark Hilton  | 6            | 6            |  |
|  | Rameez Junaid   | Rameez Junaid   | 62              | 6           | 6           |  |  |               |               |               | Ryan Jones    | Ryan Jones    | 2 | 2 |              |              |              |              |              |  |
|  | Andrew Kennaugh | Andrew Kennaugh | 7               | 4           | 3           |  |  | Rameez Junaid | Rameez Junaid | Rameez Junaid | 2             | 5             |   |   |              |              |              |              |              |  |
|  |                 | Ryan Jones      | Ryan Jones      | 6           | 6           |  |  | Ryan Jones    | Ryan Jones    | Ryan Jones    | 6             | 7             |   |   |              |              |              |              |              |  |
|  | 7               | Paul Baccanello | Paul Baccanello | 4           | 4           |  |  |               |               |               |               |               |   |   |              |              |              |              |              |  |

### Sezione 3
|  | Primo turno        | Primo turno        | Primo turno        | Primo turno | Primo turno |  |  | Secondo turno | Secondo turno      | Secondo turno      | Secondo turno | Secondo turno |   |   | Ultimo turno | Ultimo turno | Ultimo turno | Ultimo turno | Ultimo turno |  |
|  |                    |                    |                    |             |             |  |  |               |                    |                    |               |               |   |   |              |              |              |              |              |  |
|  | 3                  | Harsh Mankad       | Harsh Mankad       | 6           | 6           |  |  |               |                    |                    |               |               |   |   |              |              |              |              |              |  |
|  |                    | Jamie Murray       | Jamie Murray       | 3           | 3           |  |  | 3             | Harsh Mankad       | Harsh Mankad       | 7             | 6             |   |   |              |              |              |              |              |  |
|  | Richard Bloomfield | Richard Bloomfield | Richard Bloomfield | 7           | 6           |  |  |               | Richard Bloomfield | Richard Bloomfield | 5             | 3             |   |   |              |              |              |              |              |  |
|  | Santiago Giraldo   | Santiago Giraldo   | Santiago Giraldo   | 5           | 2           |  |  |               |                    |                    |               |               |   |   | 3            | Harsh Mankad | 6            | 3            | 6            |  |
|  | Ian Flanagan       | Ian Flanagan       | Ian Flanagan       | 7           | 6           |  |  |               |                    | 5                  | Nathan Healey | 3             | 6 | 1 |              |              |              |              |              |  |
|  | Carlos Salamanca   | Carlos Salamanca   | Carlos Salamanca   | 64          | 3           |  |  |               | Ian Flanagan       | Ian Flanagan       | 4             | 4             |   |   |              |              |              |              |              |  |
|  | 5                  | Nathan Healey      | 2                  | 6           | 6           |  |  | 5             | Nathan Healey      | Nathan Healey      | 6             | 6             |   |   |              |              |              |              |              |  |
|  |                    | Ross Hutchins      | 6                  | 2           | 1           |  |  |               |                    |                    |               |               |   |   |              |              |              |              |              |  |

### Sezione 4
|  | Primo turno        | Primo turno        | Primo turno        | Primo turno | Primo turno |  |  | Secondo turno      | Secondo turno      | Secondo turno      | Secondo turno | Secondo turno |   |   | Ultimo turno       | Ultimo turno       | Ultimo turno | Ultimo turno | Ultimo turno |  |
|  |                    |                    |                    |             |             |  |  |                    |                    |                    |               |               |   |   |                    |                    |              |              |              |  |
|  |                    | Chris Lewis        | 7                  | 6(0)        | 6           |  |  |                    |                    |                    |               |               |   |   |                    |                    |              |              |              |  |
|  | 4                  | David Sherwood     | 5                  | 7           | 1           |  |  | Chris Lewis        | Chris Lewis        | Chris Lewis        | 2             | 2             |   |   |                    |                    |              |              |              |  |
|  | Travis Rettenmaier | Travis Rettenmaier | Travis Rettenmaier | 6           | 6           |  |  | Travis Rettenmaier | Travis Rettenmaier | Travis Rettenmaier | 6             | 6             |   |   |                    |                    |              |              |              |  |
|  | Lee Childs         | Lee Childs         | Lee Childs         | 4           | 0           |  |  |                    |                    |                    |               |               |   |   | Travis Rettenmaier | Travis Rettenmaier | 2            | 7            | 6            |  |
|  | Josh Goodall       | Josh Goodall       | Josh Goodall       | 6           | 6           |  |  |                    |                    | Josh Goodall       | Josh Goodall  | 6             | 6 | 2 |                    |                    |              |              |              |  |
|  | Tom Burn           | Tom Burn           | Tom Burn           | 4           | 1           |  |  | Josh Goodall       | Josh Goodall       | 6                  | 62            | 7             |   |   |                    |                    |              |              |              |  |
|  |                    | Martin Lee         | Martin Lee         | 7           | 6           |  |  | Martin Lee         | Martin Lee         | 3                  | 7             | 63            |   |   |                    |                    |              |              |              |  |
|  | 8                  | Prakash Amritraj   | Prakash Amritraj   | 5           | 2           |  |  |                    |                    |                    |               |               |   |   |                    |                    |              |              |              |  |